# Залізниця Кейптаун-Каїр
Залізниця Кейптаун-Каїр (англ. Cape to Cairo Railway) — незавершений проєкт залізниці, що перетинає Африку з півдня на північ.
Залізниця, що сполучає Кейптаун і Каїр, мала стати одним з найграндіозніших проєктів свого часу. Її довжина мала скласти 11 500 км.

## Історія
Ідею будівництва такої залізниці запропонував британський підприємець і колонізатор Африки Сесіль Джон Родс наприкінці XIX століття. Дорога повинна була пройти з півночі на південь континенту і зв'язати британські колонії, розташовані в Східній Африці, від Єгипту на півночі до Капської колонії на півдні. Паралельно до залізниці планували прокласти й телеграфну лінію.
Залізницю почали будувати окремими дистанціями, більшість з яких було введено в експлуатацію. Але сполучити всі суміжні володіння безперервною лінією британцям так і не вдалося. 1919 року Велика Британія здобула відсутню територіальну ланку — їй відійшла частина німецької Східної Африки. Територія стала британською колонією Танганьїка (сьогодні — республіка Танзанія). З цього моменту ланцюг британських колоній в Африці став безперервним. Але продовжувати будівництво грошей вже не було. Після Другої світової війни Британія, як і інші європейські держави, була зайнята іншими турботами. А ще через 15 років, в 1960 році, який увійшов в історію як рік Африки, 17 африканських колоній отримають статус незалежних держав. Продовжити будівництво залізниць, початих метрополіями, вони вже не мають змоги.

## Сучасний стан

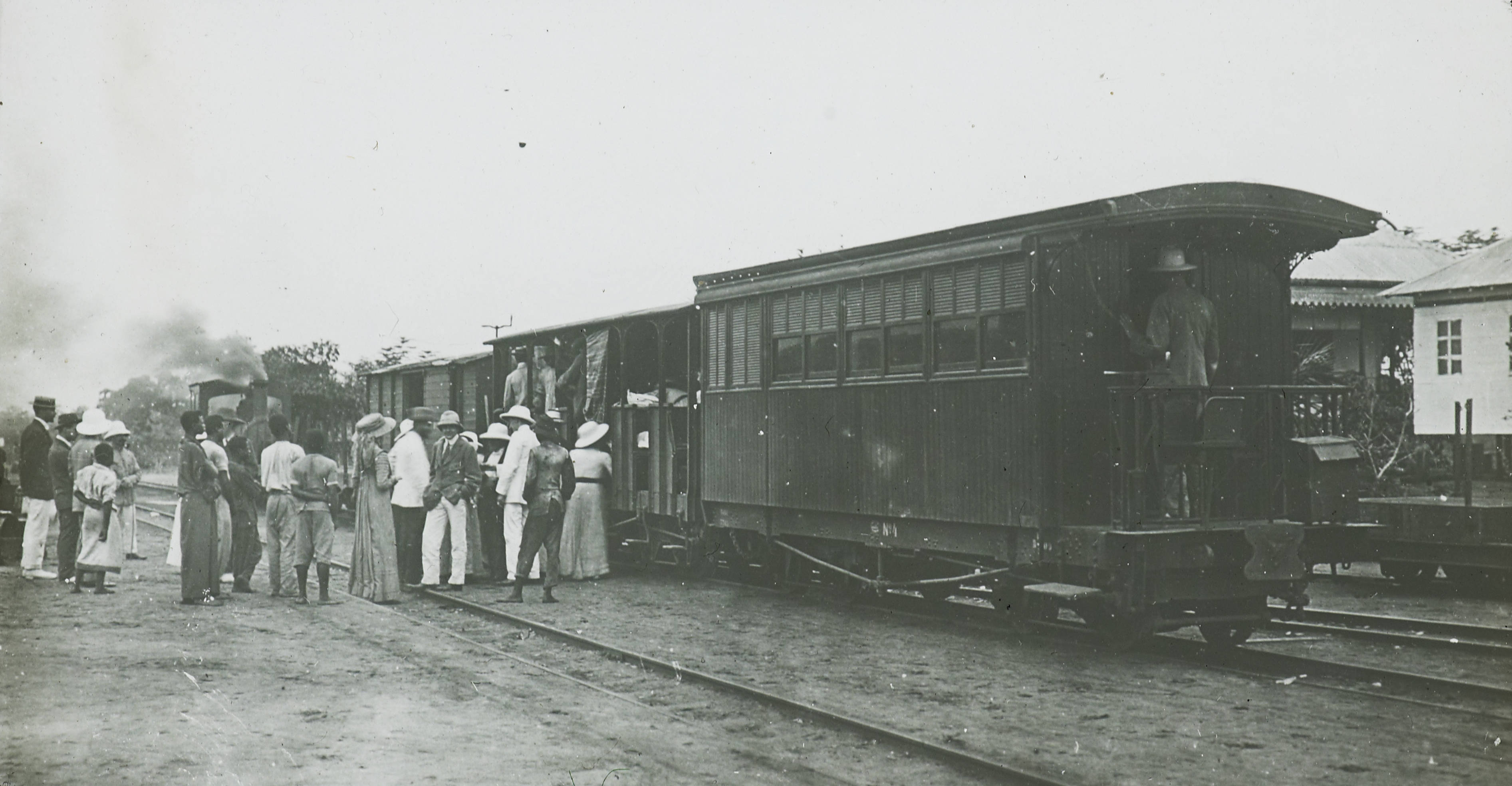
Будівництво залізниці в Бельгійському Конго, бл. 1900—1915 р

### Північна секція
Єгипет має залізничну систему, яка вже в 1854 році сполучала Олександрію та Каїр, і на почаок ХХІ століття сягає Асуану. В Єгипті залізниця має західноєвропейську ширину колії — 1435 мм (4 фути 8,5 дюйма). Після переправи поромом вгору по Нілу, залізниця продовжується в Судані з Ваді-Хальфи до Хартуму у вигляді вузькоколійки завширшки 1067 мм. Ця частина залізниці була почата лордом Кітченером в 1897 році, після того як він придушив повстання махдістів. Велика частина суданської залізничної мережі на початок ХХІ століття в аварійному стані через політичну нестабільність.

### Угандійська залізниця
Східна Африка має мережу вузькоколійної залізниці завширшки 1000 мм, які історично виросла з портів на березі Індійський океан і пішла на захід. Колії побудовані паралельно під британським і німецьким колоніальним правлінням. Найпівнічніше знаходиться Угандійська залізниця. Всі ці мережі були сполучені між собою, так що сьогодні існує безперервне залізничне сполучення між містом Кампала в Уганді на озері Вікторія та прибережними містами Момбаса в Кенії і Дар-ес-Салам в Танзанії. До розпаду Східноафриканського співтовариства в 1977 році, всі залізничні лінії управлялись корпорацією Східно-африканські залізниці і гавані. Після розпаду вона поділилась на різні національні компанії. Угандійська залізнична корпорація в Уганді була продана, коли уряд не зміг запустити корпорацію, бо вона вимагала великих капіталовкладень при низькій рентабельності. Сьогодні залізничний бізнес в Уганді знаходиться у веденні Залізниці Рифтової долини, що належить Кенійській залізничній корпорації і Танзанійській залізничній корпорації.

### Залізниця TAZARA
Залізниця TAZARA проходить від Дар-ес-Саламу до Капірі-Мпоші в Замбії на відстань 1860 км. Залізниця була завершена 1976 року, після шести років будівництва. Основним джерелом фінансування був Китай. Залізниця отримала назву TAZARA, що означає Танзанійсько-Замбійська залізниця (англ. Tanzania-Zambia Railway). Мережу побудовано для надання виходу до моря Замбії і доставлення її товарів до порту на березі Індійського океану, на противагу до порту призначення в Південній Африці, що була головним економічним конкурентом в гірничодобувній галузі або в Мозамбіку, що в той час була португальською колонією.
Залізницю TAZARA не будували як частину залізниці Кейптаун-Каїр, але вона посіла місце її відсутньої ланки, адже мала ширину колії 1067 мм, що є стандартною у Південній Африці.

### Південна секція
Південну дистанцію було завершено під час британського правління до Першої світової війни і має суміжну систему національних залізниць з використанням колії завширшки 1067 мм (3 фути 6 дюймів). Будівництво почалося з Кейптауна і йшло паралельно з дистанцією Great North Road від Кімберлі, що проходить через частину Ботсвани до Булавайо. Від цього перехрестя залізниця, що прямує далі на північ, сьогодні експлуатується компанією Національні залізниці Зімбабве. Міст через водоспад Вікторія був завершений в 1905 році. Він з'єднав Зімбабве із Замбією. Далі залізниця, що підпорядкована корпорації Замбійська залізниця, прямує до Капірі-Мпоші, що є точкою переходу до мережі TAZARA в Танзанії.